# Bundang-dong
Bundang-dong (koreanska: 분당동) är en stadsdel i staden Seongnam i provinsen Gyeonggi, i den nordvästra delen av Sydkorea, 27 km sydost om huvudstaden Seoul. Den ligger i stadsdistriktet Bundang-gu.